# Pongah
Pongah is een geslacht van rechtvleugeligen uit de familie Mogoplistidae. De wetenschappelijke naam van dit geslacht is voor het eerst geldig gepubliceerd in 1983 door Otte & Alexander.

## Soorten
Het geslacht Pongah omvat de volgende soorten:
- Pongah ilara Otte & Alexander, 1983
- Pongah indooroopilly Otte & Alexander, 1983
- Pongah wanboo Otte & Alexander, 1983